# Atardeceres

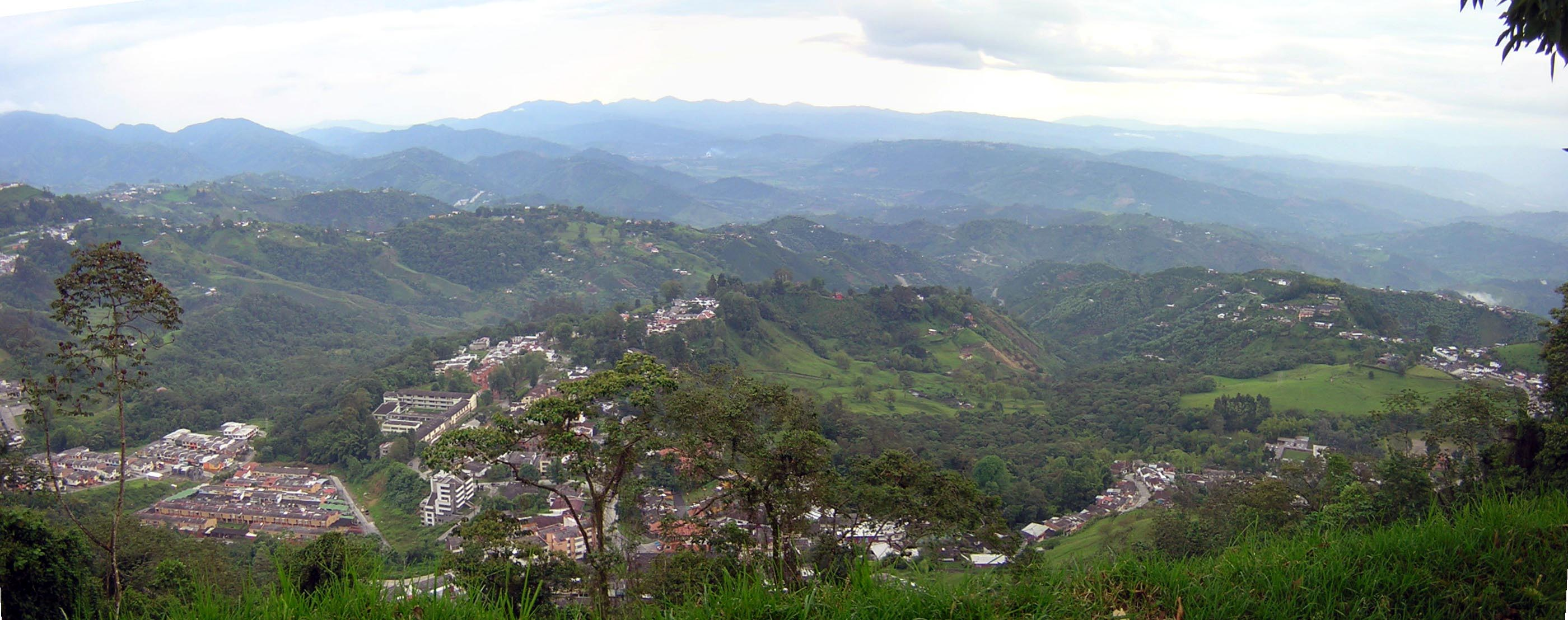
Barrios La Francia, Morrogacho y parte de los Alcázares.

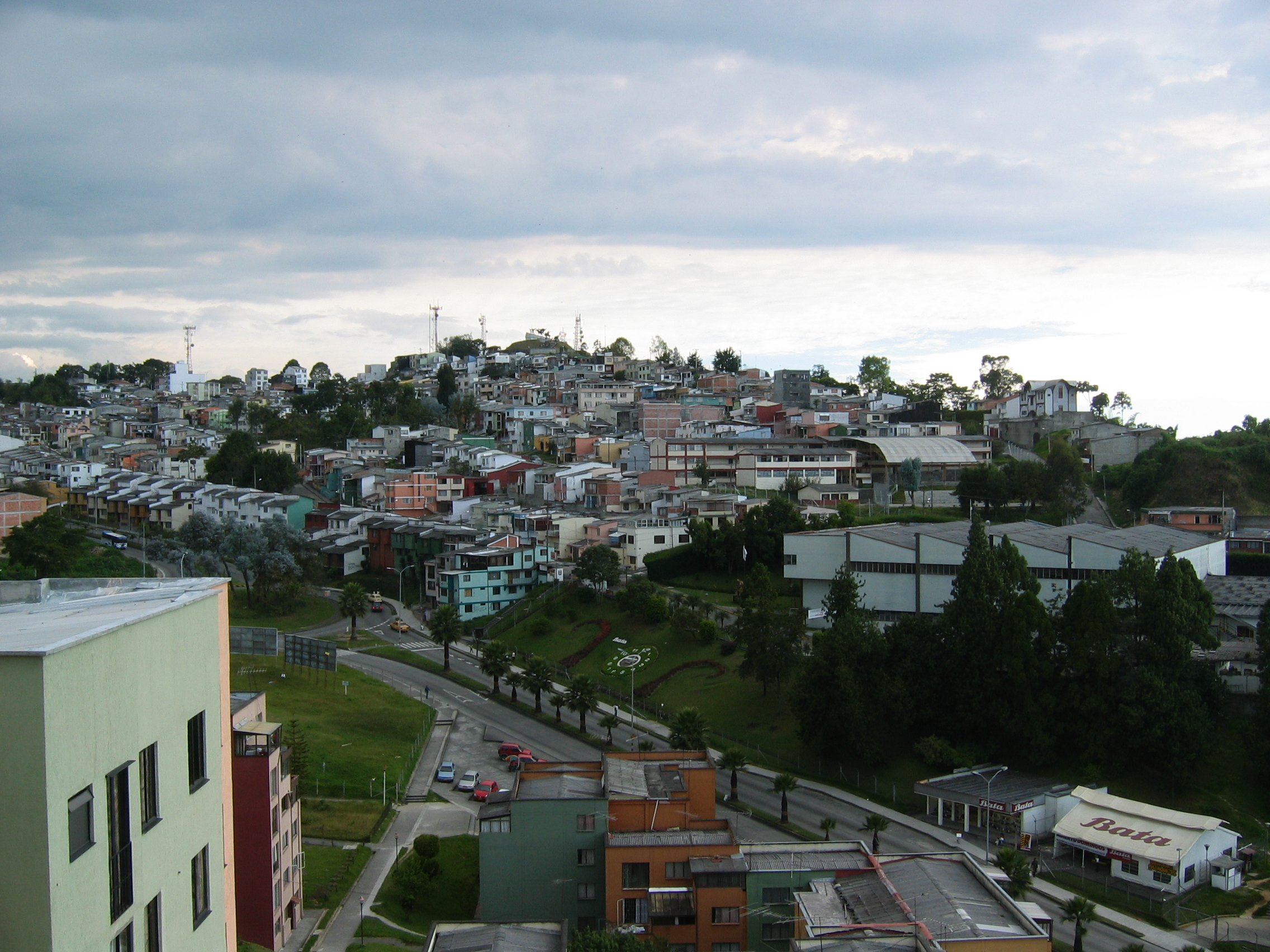
Barrio Chipre desde el barrio Villapilar.

La comuna Atardeceres se ubica en el occidente de la ciudad, antes llamada comuna 1. Limita con las comunas de San José, Cumanday y La Macarena y con los corregimientos de Panorama, El Remanso y Corredor Agroturístico. Conformada por 10 barrios de los cuales, el más reconocido es el barrio Chipre y también podría decirse el más antiguo de la comuna, la comuna es en su mayoría zona residencial también posee grandes áreas verdes.

## Historia
A mediados del siglo XIX el avance colonizador arribó al sitio de Morrogacho de: Manuel María Grisales, Antonio Ceballos, Joaquín Arango Restrepo, Marcelino Palacios y otros, de 1842 a 1848 la región de Morrogacho es habitada por colonos que llegan y se sitúan con sus familias en los sitios de La Linda, Morrogacho (Chipre), Plan de Morrogacho (La Francia) y en otras partes de la ciudad como La Enea, San Cancio y el Tablazo, la ciudad se desarrolla en la actual comuna cumanday, y desde allí se va expandiendo hasta ir construyendo los actuales barrios de la comuna, el actual Parque del Observatorio (Chipre), era antiguamente el cementerio de la ciudad en crecimiento.  Después, por decisión del pueblo, se remodela para convertirse en un parque y a sus alrededores comienza a conformarse el barrio Chipre y la construcción de la Avenida 12 de Octubre la cual conectaría esta zona con el centro de la ciudad. Más tarde se fueron construyendo los barrios que futuramente conformarían la actual comuna ya que por esta pasaban las salidas de la ciudad a Cali y a Medellín.
¿Qué significado tienen los atardeceres?
Contemplar un atardecer es acercarse al misterio del mundo y de la vida humana. En el ejercicio que viene a continuación encontrarás una guía para observar, describir y contemplar un instante maravilloso: el de un atardecer.
TIPOS DE ATARDECERES
El atardecer civil.
Se dice que es cuando el sol está entre 0° y 6° por debajo del horizonte. Este momento es conocido como la hora la hora dorada, la hora azul y los crepúsculos.
El atardecer náutico 
Se dice que es cuando el sol está entre 6° y 12° por debajo del horizonte. Durante este tiempo, los marineros pueden hacer observaciones de las estrellas visibles conocidas, y seguir utilizando el horizonte como un punto de referencia.
El atardecer astronómico.
Se dice que es cuando el sol está a 18° o más por debajo del horizonte. Este es el momento en que el cielo se considera lo suficientemente oscuro para la observación astronómica. Para la persona común, esta es la hora de la noche que se define como oscura. Para el astrónomo, sólo la cantidad de luz o la contaminación del aire puede determinar lo que es visible en el cielo durante el atardecer astronómico.

En latitudes superiores a 48.5 grados norte o sur, el crepúsculo puede durar desde el amanecer hasta el anochecer cerca del solsticio de verano, debido a que el sol nunca cae a más de 18° por debajo del horizonte. Esto a su vez significa que el cielo nunca se ve totalmente oscuro.

## División
La comuna está conformada por 11 barrios, los cuales son:
| - Arenillo - Bella Montaña - Campohermoso - Chipre - La Linda - Asturias | - La Francia - Los Alcázares - Morrogacho - Sacatín - Villapilar |

## Sitios de interés
Alcazares y Arenillo
- Ecoparque Alcázares-Arenillo

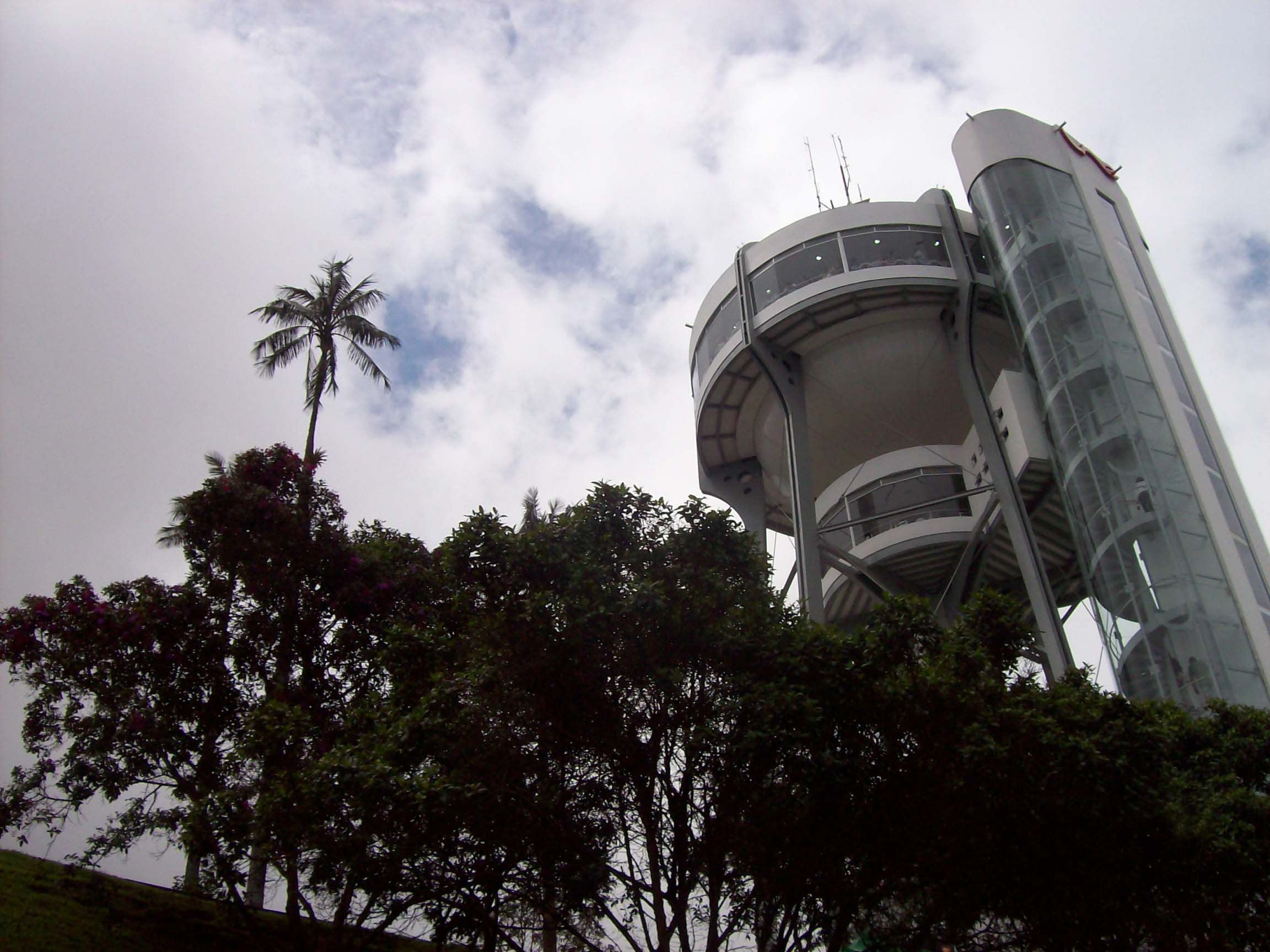
Torre al Cielo (Chipre).

- Central Hidroeléctrica de Caldas(CHEC)
- Hospital Santa Sofía

Bella Montaña
- Hospital Geriátrico San Isidro
- Hogar del Anciano Guadalupe
- Escuela de Trabajo La Linda

Campohermoso
- Parque Liborio Gutiérrez
- Universidad de Manizales
- Centro Auxiliar de Servicios docentes

Chipre
- Parque del Observatorio
- Iglesia Nuestra Señora del Rosario (Réplica de la antigua catedral)
- Monumento a los Colonizadores
- Avenida 12 de Octubre (por sus vistas y restaurantes)
- Torre al cielo
- Facultad de Bellas Artes de la Universidad de Caldas (Nov - 1931).

- Instituto Chipre

Ciudadela La linda
- Campamento La trilladora

La Francia

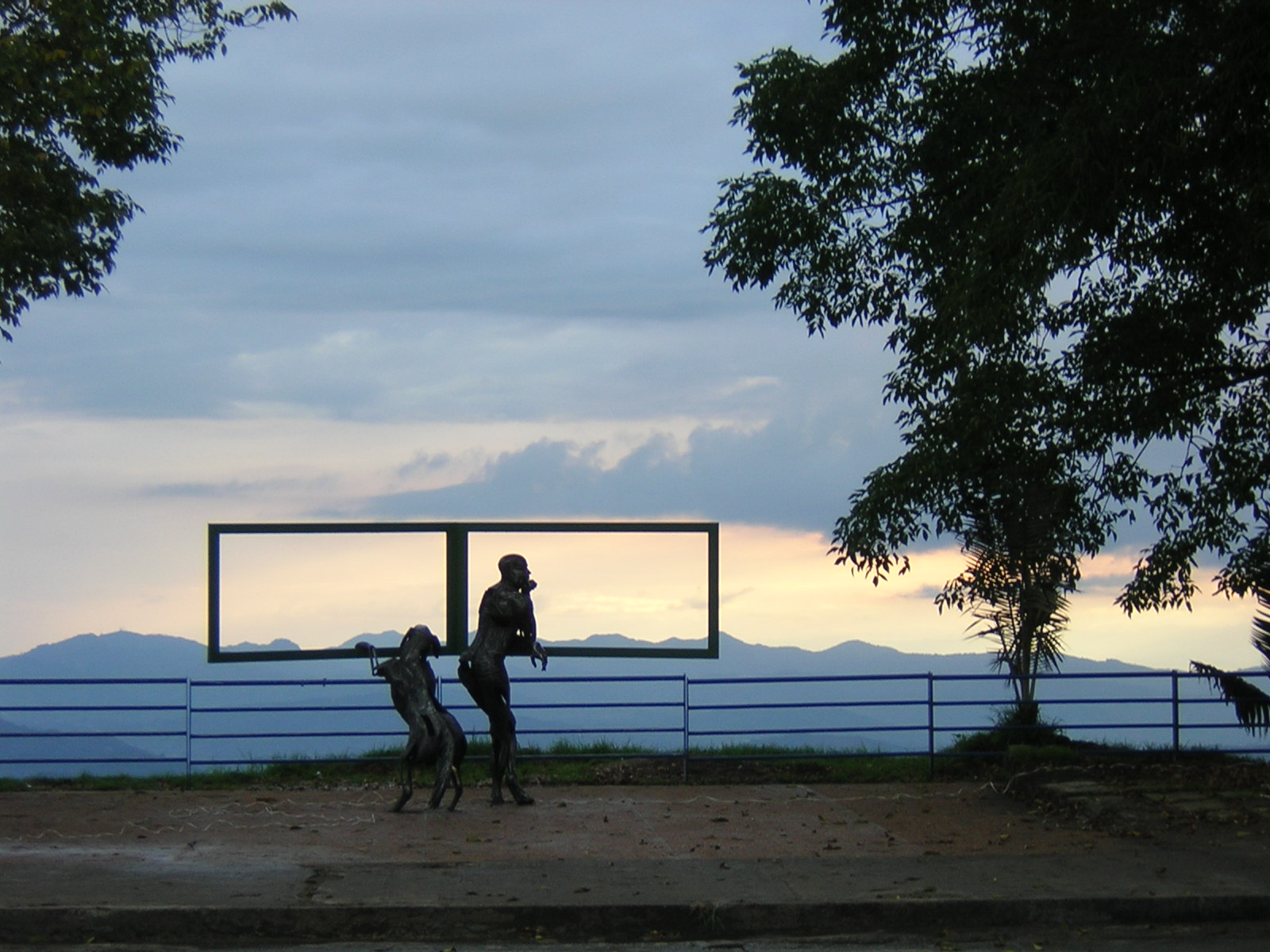
Paisaje contemplado desde la avenida 12 de Octubre de Chipre

- Congregación de la Sagrada Familia

Villapilar
- Mirador de Villapilar
- Instituto del Corazón